# Schefflera waterhousei
Schefflera waterhousei là một loài thực vật có hoa trong Họ Cuồng cuồng. Loài này được Harms miêu tả khoa học đầu tiên năm 1942.